# ام‌وی کلیمور (۱۹۵۵)
ام‌وی کلیمور (۱۹۵۵) (به انگلیسی: MV Claymore (1955)) یک کشتی بود که طول آن ۱۸۵٫۴ فوت (۵۷ متر) بود. این کشتی در سال ۱۹۵۵ ساخته شد.